# Complejo de Achumani
El Complejo Deportivo de Achumani es un conjunto de instalaciones deportivas propiedad del Club The Strongest que se encuentra en la Zona de Achumani, al Sur de la ciudad de La Paz.

## Historia
El anhelo del Club The Strongest de contar con un Complejo Deportivo propio data de al menos los años 30 del siglo XX.
La primera tentativa seria se realizó durante la presidencia de don Víctor Zalles Guerra (1932-1935) cuando la dirigencia que él presidía, encargó al Ingeniero Felipe Murguía Vargas, la elaboración de un proyecto para la construcción del llamado Centro Social, Cultural y Deportivo de The Strongest en el que además participaron otros profesionales e insignes artistas como el escultor paceño Gallardo Calderón. El proyecto fue completado con un minucioso plan financiero y en 1934 se comenzó con la búsqueda de un terreno idóneo que se encontró en el Barrio de Miraflores muy cerca de donde se acababa de construir el Estadio Hernando Siles. Sin embargo, la construcción de dicho escenario deportivo elevaba demasiado el presupuesto, así que se vieron otras opciones, entre las cuales estaba la cesión de una gran parcela de terreno, propiedad de don Gustavo Carlos Otero en la zona de Tembladerani.
En esta parcela se llegó a construir parte del Complejo, que además de un ambiente para oficinas, incluía una cancha reglamentaria con graderías cuya capacidad era de 5.000 personas y que fue inaugurada el 8 de abril de 1940. Sin embargo, pocos años después de la inauguración, un Deslizamiento destruyó toda la construcción, por lo que el Club tuvo que buscar nuevos predios.
La Alcaldía de La Paz a cargo del Señor Eduardo 
Sainz García intercambió este terreno destruido (donde en la actualidad se encuentra el mercado municipal llamado 'Strongest') por otros en la zona de Alto Obrajes, al suroeste de la ciudad, pero estos nuevos terrenos no era aptos para la construcción de tan grande proyecto, por lo que durante los siguientes 30 años se tuvo que paralizarlo.
Los terrenos donde se asienta el actual Complejo Deportivo fueron oficialmente adquiridos el 7 de abril de 1970 en la zona denominada Alto Achumani, usándose como 'moneda de cambio' los terrenos de Alto Obrajes. En un principio los predios de Achumani constaban de 50.000 m² y posteriormente fueron ampliados con 12.000 m² adicionales comprados al vecino Convento de las Concepcionistas el 4 de junio de 1971. 
Posteriormente se cederían alrededor de 12.000 metros cuadrados a la Alcaldía de La Paz para la construcción de la Avenida The Strongest que discurre a lo largo de la zona, para luego comprar el lote adyacente que era propiedad del Dr. Gustavo Portocarrero, de 20.000 m², haciendo un total de 70.000 m², todo durante la presidencia de don Rafael Mendoza Castellón.
El 9 de abril de 1972, se inaugura la cancha de césped, el primer paso de la construcción del Estadio.
En 1973 un desbordamiento del río Achumani destruye la cancha y la obra realizada hasta el momento, con la pérdida de 500.000 pesos bolivianos, por lo que la directiva del Club decide comprar más terrenos aledaños, y pedir permiso al Gobierno Municipal para el entubamiento de la torrentera.
El 20 de noviembre de 1975 se reinaugura la cancha de césped natural y se terminan los trabajos de desviación y entubamiento del río Achumani, por lo que nunca más las lluvias fueron problema en la zona, lo que propició el crecimiento de barrios residenciales alrededor del Complejo Deportivo.
Las obras de las graderías del Estadio y la Sede Social comenzaron el 16 de diciembre de 1977 con la firma del contrato con las Constructora Inchauste Zárate.
Una primera fase del proyecto, que constaba de la limpieza y 'aplanamiento' del lugar, además de la plantación de 20.000 árboles que evitaran la constante erosión del terreno que causó varios deslizamientos se termina con la construcción de las nuevas canchas de Tenis y la sección de este deporte se traslada de su antigua ubicación en el Complejo de la Frías a Achumani, refundandose el Club de Tenis The Strongest en el año 1980.
El 16 de julio de 1986 se inaugura el Estadio Rafael Mendoza Castellón más conocido como Estadio de Achumani.
El 26 de noviembre de 1991 se termina la construcción de la Casa del Tigre, edificio de la Sede Social con capacidad para 1500 personas.
En 1996 se termina la construcción del Museo del Tigre, cuya organización y cuidado estuvo a cargo del Ing. Jaime Oblitas, y en 1998 se inauguran las canchas de Raquetbol.
Posteriormente se emprendió la construcción de un Hotel de 30 habitaciones, zona de comidas, salones de actos y de reuniones, y zona de parrillas.
En la actualidad se siguen con las obras de construcción y ampliación del Complejo. El año 2014 se hizo una gran reforma y ampliación del Hotel de Concentración del primer plantel y la construcción de otro recinto para la concentración de las divisiones inferiores, mientras que en 2015 se entregaron las obras de una nueva piscina, así como de instalaciones de sauna y gimnasios. Además, la cancha auxiliar fue dotada de césped artificial e iluminación.

## Instalaciones
El Complejo cuenta con varias instalaciones para la práctica de diversos deportes y actividades físicas y de ocio.

## Estadio Rafael Mendoza Castellón
El Estadio Rafael Mendoza Castellón es un campo propiedad del Club The Strongest y fue inaugurado el 16 de julio de 1986. Cuenta con vestuarios y zona de prensa, así como con capacidad para 15.000 espectadores. Las medidas de la cancha y toda la infraestructura cumple todos los requisitos de la FIFA para la realización de partidos oficiales. Se prevé que pronto cuente con iluminación artificial, por lo que el primer equipo podría jugar más partidos allí
El primer encuentro internacional en este estadio fue un amistoso internacional, jugado el 12 de abril de 1987 entre el primer equipo del Club The Strongest y el Club Atlético Peñarol.
Actualmente es escenario de los torneos de la Asociación de Fútbol de La Paz donde The Strongest tiene varios equipos en divisiones inferiores, y también de la Liga del Fútbol Profesional Boliviano cuando el Estadio Hernando Siles no está disponible.

## Casa del Tigre
Es como se conoce popularmente la Sede Social del Club que cuenta con una capacidad para 1500 personas en un área de 4.200 metros cuadrados. Destacan además del edificio principal, los jardines y en especial varias estatuas de bronce con la efigie del Presidente Vitalicio del Club Don Rafael Mendoza Castellón, del Hincha Número 1 don Raúl Riveros, el 'chupita' y de Tigres de Bengala, el símbolo del Club, una en especial es una obra artística que representa a un Tigre antropomorfo pateando una chilena

## Otros deportes
El Complejo cuenta además con instalaciones para la práctica de diversos deportes. Así se pueden encontrar dos canchas Multifuncionales, dos piscinas, una cancha de Voleibol de playa, 13 Canchas de Tenis, 8 canchas de Raquetbol, una cancha auxiliar de fútbol con césped artificial, todo con iluminación eléctrica y un moderno y completo gimnasio que además cuenta con sauna e hidromasaje con una capacidad de 80 personas.

## Otras instalaciones
El Club cuenta en este recinto además con un moderno Hotel para la Concentración del primer equipo con 30 habitaciones dobles y otro edificio para la concentración de las divisiones inferiores. Además de un Salón de Actos con capacidad para 1.000 personas, una gran Sala de juegos con mesa de billar y futbolines, y una zona de parrillas. También cuenta con un moderno sauna y piscinas interiores. Por último está el Museo del Tigre, unas instalaciones donde se encuentran todos los trofeos y condecoraciones obtenidas por el Club en sus diferentes disciplinas, así como fotos de los equipos, jugadores, presidentes y personajes notables.